# Line (bande dessinée)
Pour les articles homonymes, voir Line et Line (périodique).
Line est l’héroïne éponyme d’une série de bande dessinée créée par Nicolas Goujon et Françoise Bertier, puis développée par Paul Cuvelier, illustrant les aventures d'une jeune adolescente.

## Publication dansLinepuis dansTintin
L’hebdomadaire Line, le journal des chics filles est un magazine édité par Le Lombard et Dargaud entre 1955 et 1963. C’est le pendant féminin du Journal de Tintin. En 1956 l’éditeur, qui cherche une héroïne pour incarner le magazine, avait déjà publié des aventures de Line mais pas en bandes dessinées. 
Nicolas Goujon est le premier scénariste de Line, dessinée par Françoise Bertier. Elle est alors brune et apparaît dans des histoires enfantines mais ne dure que quelques numéros. Elle est reprise en 1958 par Charles Nague (scénario) et André Gaudelette alias André Joy (dessin), qui en font un personnage plus jeune et blond, sans davantage de succès. En 1960, c'est Rol qui dessine et écrit une nouvelle Line.
À partir de 1962, Paul Cuvelier dessine les aventures de cette adolescente blonde sur des scénarios de Greg ; la série trouve enfin son public.
Après l'arrêt de la publication du magazine homonyme (mai 1963), la suite de Line paraît dans Tintin, en plusieurs épisodes échelonnés de 1964 à 1971.

## Les personnages

### L’héroïne
Line est d'abord très jeune et brune, avec un graphisme simple destiné à un public enfantin.
Par la suite elle est rajeunie et transformée en jeune fille blonde.
Line est une jeune fille sentimentale, vive, courageuse et généreuse, qui a de bonnes notions de secourisme, adore se mêler de ce qui ne la regarde pas, met volontiers « les pieds dans le plat » et vole au secours de son prochain. Ses aventures mêlées d'intimisme touchent particulièrement les jeunes adolescentes romantiques. La version de Cuvelier est plus âgée, avec plus de formes, et les scénarios de Greg sont plus consistants. Le dessin a beaucoup évolué vers une forme plus vivante, plus colorée.

### Autres personnages
- le docteur Lombard : chirurgien réputé, père de Line.
- le « Boucanier » : chercheur en bactériologie, puis médecin biologiste.
- la tante de Line : femme respectable, peu tolérante.

## Publication

### Périodiques
- La Maison du mystère, de Paul Cuvelier et Greg (Line, le journal des chics filles, 1963)
- Le Piège au diable, de Paul Cuvelier, Mittéï et Greg (Le Journal de Tintin nos 798-812, 1964)
- Le Secret du boucanier, de Paul Cuvelier et Greg (Le Journal de Tintin nos 828-842, 1964)
- Les Requins de Korador, de Paul Cuvelier et Greg (Le Journal de Tintin nos 871-884, 1965)
- La Caravane de la colère, de Paul Cuvelier et Greg (Le Journal de Tintin nos 1197-1215, 1971)

### Albums
Série originale
- 1. Le Secret du boucanier, Le Lombard collection « Jeune Europe », 1966
Scénario : Nicolas Goujon et Greg - Dessin : Paul Cuvelier
- 2. Le Piège au diable, Le Lombard collection « Jeune Europe », 1968
Scénario : Greg - Dessin : Paul Cuvelier
- 3. La Caravane de la colère, Le Lombard collection « Jeune Europe », 1973
Scénario : Greg - Dessin : Paul Cuvelier

Rééditions
- 1. Les Requins de Korador, Bédéscope, 1982
Scénario : Nicolas Goujon et Greg - Dessin : Paul Cuvelier
- 2. Le Piège au diable, Bédéscope, 1982
Scénario : Greg - Dessin : Paul Cuvelier
- 3. Le Secret du boucanier, Bédéscope, 1985
Scénario : Nicolas Goujon et Greg - Dessin : Paul Cuvelier
- 4. La Caravane de la colère, Bédéscope, 1985
Scénario : Greg - Dessin : Paul Cuvelier
- 5. La Maison du mystère, Bédéscope, 1985
Scénario : Greg - Dessin : Paul Cuvelier
- Int. - Intégrale, Rombaldi, 1984
Scénario : Greg - Dessin : Paul Cuvelier